# 한미은행 (미국)
한미은행(영어: Hanmi Bank, 나스닥: HAFC, 韓美銀行)는 미국 캘리포니아주 로스앤젤레스에 본거지를 둔 한국계 은행이다. 씨티은행에 인수합병된 대한민국에 있던 한미은행과는 관련이 없다. 1982년 한인을 대상으로 하는 은행으로 설립되었다. 1998년 자산 규모로 미국 내 최대 한인 은행으로 성장하였고 2001년 나스닥에 상장하였다. 2010년 대한민국의 우리금융그룹에서 인수하려 하였으나 미국 금융당국의 승인을 얻지 못했다.